# Regina Lukk-Toompere

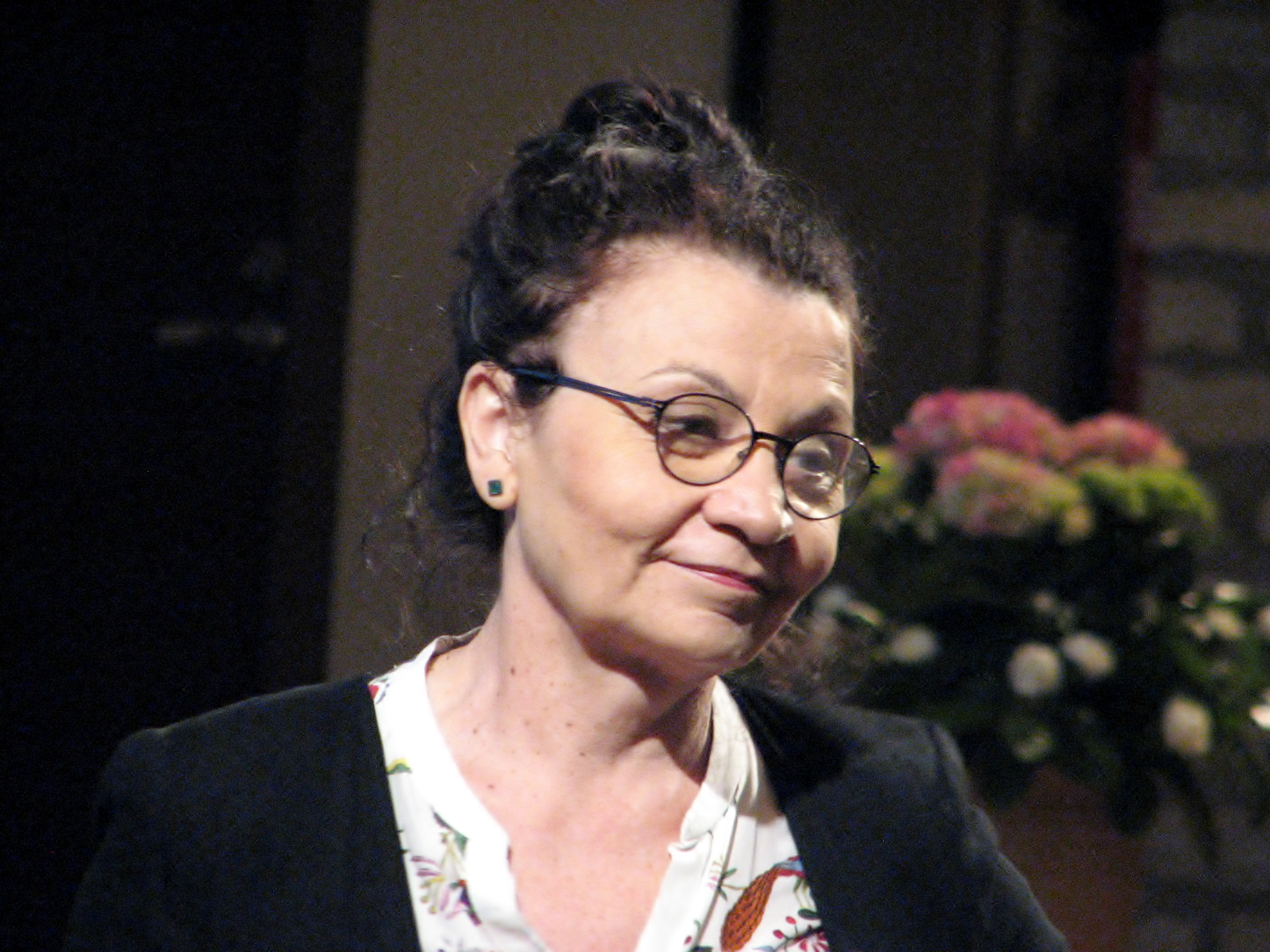
Regina Lukk-Toompere (2014)

Regina Lukk-Toompere (* 23. August 1953 in Konoscha, Oblast Archangelsk, Russische SFSR) ist eine estnische Buchillustratorin.

## Leben
Regina Lukk-Toompere wurde in Russland geboren, nachdem ihre Mutter während der sowjetischen Besetzung Estlands ins Innere der Sowjetunion deportiert worden war. Von 1955 bis 1972 lebte sie im estnischen Tartu. Früh erkannten ihre Eltern und Lehrer ihr künstlerisches Talent.
Sie schloss 1981 ihr Studium als Buchgestalterin und Illustratorin an der Graphischen Abteilung des Staatlichen Kunstinstituts der Estnischen SSR (heute Estnische Kunstakademie) in Tallinn ab. Von 1981 bis 1984 war Regina Lukk-Toompere als Künstlerin bei der staatlichen Produktionsgesellschaft Norma tätig. Seit 1984 lebt sie als freischaffende Künstlerin. Sie wohnt in der estnischen Hauptstadt Tallinn.
Seit 1988 gehört Regina Lukk-Toompere dem Estnischen Künstlerverband an, seit 1993 dem Verband estnischer Graphikdesigner.

## Werk
Regina Lukk-Toompere hat über achtzig Bücher illustriert und gestaltet. Daneben war sie an zahlreichen estnischen Zeichentrickfilmen beteiligt. Zu ihrem graphischen Werk zählen außerdem Plakate, Schallplattenhüllen, Postkarten und Beiträge in Zeitschriften. Seit 1988 werden ihre Werke in Ausstellungen in Estland und im Ausland gezeigt.
Ihr Werk wurde mit zahlreichen Preisen ausgezeichnet.
Auf Deutsch liegt von ihr bisher vor
- Lumemees Ludvigi õnn (2016, mit einem Text von Leelo Tungal)
  - deutsch: Schneemann Ludwigs größtes Glück Aus dem Estnischen von Carsten Wilms. Berlin: Kullerkupp Kinderbuch Verlag 2017. ISBN 978-3-947079-04-9